# 홀슈타인-헤링 방법
홀슈타인-헤링 방법(영어: Holstein–Herring method) 또는 표면 적분 방법(영어: surface integral method) 또는 스미르노프의 방법(영어: Smirnov's method)은 분자계에서 점근적으로 퇴화된 에너지 상태의 교환 에너지 분할을 얻는 효과적인 방법이다. 교환 에너지는 큰 핵간 시스템에서 파악하기 어렵지만, 분자 결합 및 자성의 이론에서 매우 중요하다. 이 분할은 동일한 핵의 교환에 대한 대칭성(파울리 배타 원리)에서 비롯된다. 1950-1960년대에 시어도어 홀슈타인, 코니어스 헤링 및 보리스 M. 스미르노프가 개척한 기본 아이디어이다.

## 이론
이 방법은 수소 분자 이온 또는 더 일반적으로 원자-이온 시스템 또는 하나-활성 전자 시스템에 대해 다음과 같이 설명될 수 있다. 우리는 공간 반전에서 거동에 대해 짝함수 또는 홀함수로 표현되는 상태를 고려한다. 이는 독일어 gerade와 ungerade에서 유래한 접미사 g와 u로 표시되며, 이원자 분자의 전자 상태 지정에 표준적으로 사용되는 반면, 원자 상태에서는 짝함수와 홀함수라는 용어가 사용된다.
전자 시간 의존 슈뢰딩거 방정식은 다음과 같이 쓸 수 있다.
{\displaystyle \left(-{\frac {\hbar ^{2}}{2m}}\nabla ^{2}+V\right)\psi =E\psi ~,}
여기서 E는 주어진 양자역학적 상태(고유상태)의 (전자) 에너지이며, 전자 상태 함수 {\displaystyle \psi =\psi (\mathbf {r} )}는 전자의 공간 좌표에 따라 달라지고 {\displaystyle V}는 전자-핵 쿨롱 퍼텐셜 에너지 함수이다. 수소 분자 이온의 경우 다음과 같다.
{\displaystyle V=-{\frac {e^{2}}{4\pi \varepsilon _{0}}}\left({\frac {1}{r_{a}}}+{\frac {1}{r_{b}}}\right)}
모든 gerade(또는 짝함수) 상태에 대해 전자 슈뢰딩거 파동 방정식은 원자 단위계 ({\displaystyle \hbar =m=e=4\pi \varepsilon _{0}=1})로 다음과 같이 쓸 수 있다.
{\displaystyle \left(-{\frac {1}{2}}\nabla ^{2}+V({\textbf {x}})\right)\psi _{+}=E_{+}\psi _{+}}
모든 ungerade(또는 홀함수) 상태에 대해 해당 파동 방정식은 다음과 같이 쓸 수 있다.
{\displaystyle \left(-{\frac {1}{2}}\nabla ^{2}+V({\textbf {x}})\right)\psi _{-}=E_{-}\psi _{-}}
간단히 하기 위해 실수 함수를 가정한다(결과는 복소수 사례로 일반화될 수 있지만). 그런 다음 gerade 파동 방정식에 {\displaystyle \psi _{-}}를 왼쪽에 곱하고 ungerade 파동 방정식에 {\displaystyle \psi _{+}}를 왼쪽에 곱하여 빼면 다음을 얻는다.
{\displaystyle \psi _{+}\nabla ^{2}\psi _{-}-\psi _{-}\nabla ^{2}\psi _{+}={}-2\,\Delta E\,\psi _{-}\psi _{+}\;.}
여기서 {\displaystyle \Delta E=E_{-}-E_{+}}는 교환 에너지 분할이다. 다음으로, 일반성을 잃지 않고 핵에 위치한 직교 단일 입자 함수 {\displaystyle \phi _{A}^{}}와 {\displaystyle \phi _{B}^{}}를 정의하고 다음과 같이 쓴다.
{\displaystyle \psi _{+}={\frac {1}{\sqrt {\,2}}}~(\phi _{A}^{}+\phi _{B}^{})\;,\qquad \psi _{-}={\frac {1}{\sqrt {\,2}}}~(\phi _{A}^{}-\phi _{B}^{})\;.}
이는 양자 화학에서 사용되는 LCAO (원자 궤도 함수의 선형 결합) 방법과 유사하지만, 함수 {\displaystyle \phi _{A}^{}}와 {\displaystyle \phi _{B}^{}}는 일반적으로 편향되어 있다(즉, 핵 중심에 대한 순수 각 운동량 고유 함수가 아님). 아래를 참조하라. 그러나 {\displaystyle R\rightarrow \infty } 극한에서 이 국소화된 함수 {\displaystyle \phi _{A,B}^{}}는 잘 알려진 원자(수소) 프사이 함수 {\displaystyle \phi _{A,B}^{0}}로 붕괴된다는 점에 유의하라. 우리는 두 핵의 정중앙에 위치한 중간 평면을 {\displaystyle M}으로 표시하고(수소 분자 이온에 대한 다이어그램에서 자세한 내용을 참조하라), {\displaystyle {\mathbf {z} }}는 이 평면의 단위 법선 벡터(데카르트 {\displaystyle z} 방향과 평행)를 나타내므로 전체 {\displaystyle \mathbf {R} ^{3}} 공간은 왼쪽({\displaystyle L})과 오른쪽({\displaystyle R}) 절반으로 나뉜다. 대칭성을 고려하면:
{\displaystyle \left.\psi _{-}\right|_{M}=\mathbf {z} \cdot \left.\mathbf {\nabla } \psi _{+}\right|_{M}=0\;.}
이것은 다음을 의미한다.
{\displaystyle \left.\phi _{A}^{}\right|_{M}=\left.\phi _{B}^{}\right|_{M}\;,\qquad {\mathbf {z} }\cdot \left.\mathbf {\nabla } \phi _{A}^{}\right|_{M}={}-\mathbf {z} \cdot \left.\mathbf {\nabla } \phi _{B}^{}\right|_{M}\;.}
또한 이러한 국소화된 함수는 정규화되어 다음과 같이 이어진다.
{\displaystyle \int _{L}\phi _{A}^{2}~dV=\int _{R}\phi _{B}^{2}~dV}
그리고 그 반대도 마찬가지이다. 위 식을 중간 평면 왼쪽에 있는 전체 공간에 대해 적분하면 다음을 얻는다.
{\displaystyle 2\int _{L}\psi _{+}\psi _{-}~dV=\int _{L}(\phi _{A}^{2}-\phi _{B}^{2})~dV=1-2\int _{R}\phi _{A}^{2}~dV}
그리고
{\displaystyle \int _{L}(\psi _{+}\nabla ^{2}\psi _{-}-\psi _{-}\nabla ^{2}\psi _{+})~dV=\int _{L}(\phi _{B}^{}\nabla ^{2}\phi _{A}^{}-\phi _{A}^{}\nabla ^{2}\phi _{B}^{})~dV}

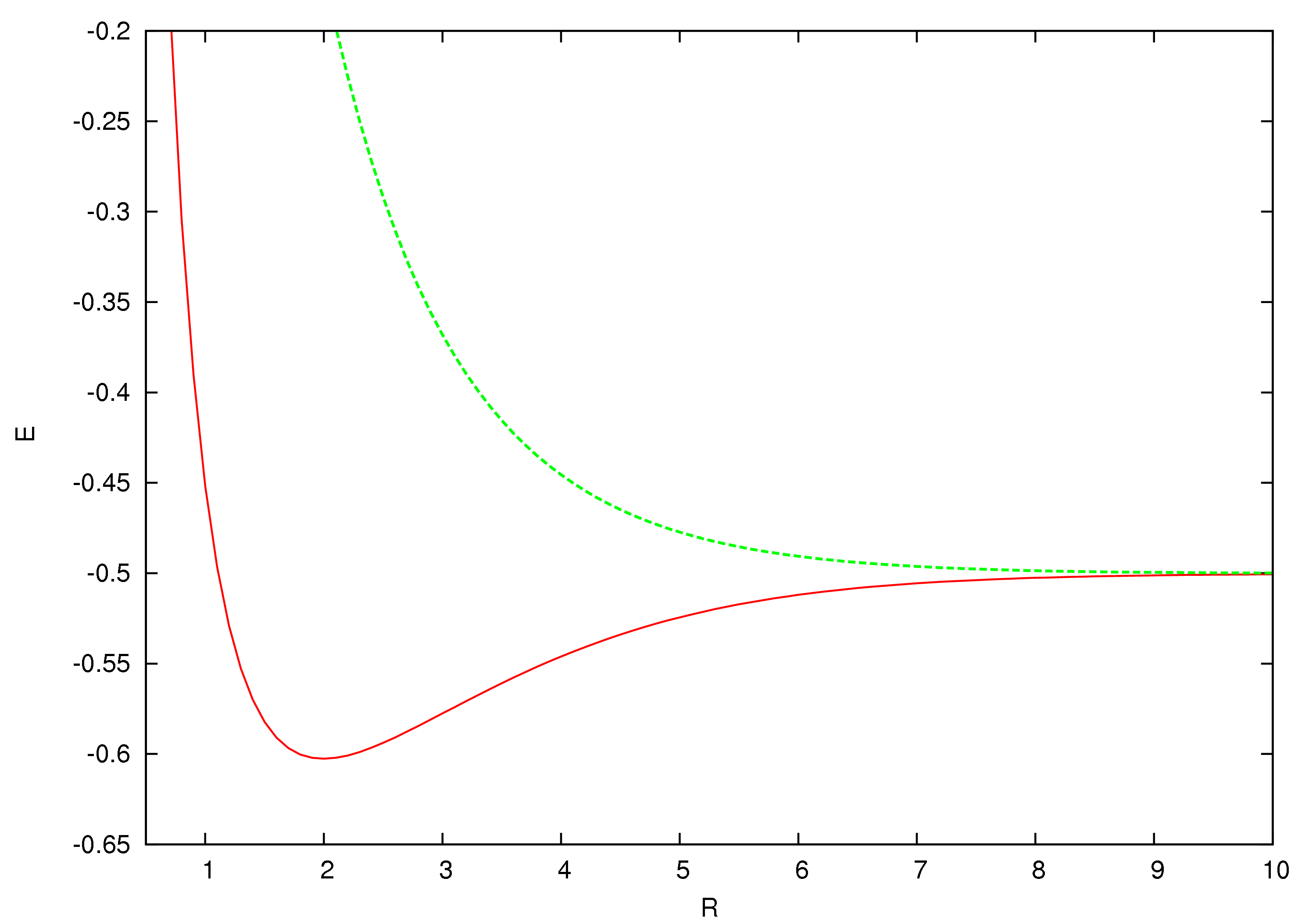
원자 단위로 표현된 핵간 거리(R)의 함수로서 수소 분자 이온 의 두 최저 이산 상태의 에너지(E).

 위의 발산 정리의 변형으로부터 최종적으로 다음을 얻는다.
{\displaystyle \Delta E={}-2\,{\frac {\int _{M}\phi _{A}^{}\mathbf {\nabla } \phi _{A}^{}\cdot d{\mathbf {S} }}{1-2\int _{R}\phi _{A}^{2}~dV}}}
여기서 {\displaystyle d{\mathbf {S} }}는 중간 평면의 미분 표면 요소이다. 이것이 홀슈타인-헤링 공식이다. 후자로부터 코니어스 헤링은 수소 분자 이온의 두 최저 상태, 즉 첫 번째 들뜬 상태 {\displaystyle 2p\sigma _{\mu }}와 바닥 상태 {\displaystyle 1s\sigma _{g}} (분자 표기법으로 표현—에너지 곡선 그래프 참조) 사이의 에너지 차이에 대한 점근적 전개의 선두항이 다음과 같음을 처음으로 보였다.
{\displaystyle \Delta E=E_{-}-E_{+}={\frac {4}{e}}\,R\,e^{-R}}
이전의 원자 궤도 함수의 LCAO에 기반한 계산은 잘못해서 {\displaystyle 4/e} 대신 {\displaystyle 4/3}의 선행 계수를 주었다. 수소 분자 이온의 경우, 고유 에너지는 람베르트 W 함수의 일반화로 수학적으로 표현될 수 있지만, 이러한 점근 공식은 장거리에서 더 유용하며 홀슈타인-헤링 방법은 이 특정 분자보다 훨씬 더 넓은 응용 범위를 가진다.

## 응용
홀슈타인-헤링 공식은 1990년경 쾅틴 탕, 얀 페터 퇴니에스 및 C. L. 유가 {\displaystyle \phi _{A}^{}}가 편광된 파동 함수, 즉 특정 핵에 국소화되어 있지만 다른 핵 중심에 의해 섭동된 원자 파동 함수이며, 결과적으로 짝함수 또는 홀함수 대칭성이 명확하지 않더라도 위의 홀슈타인-헤링 공식을 사용하여 교환 에너지에 대한 올바른 점근적 급수 전개를 생성할 수 있음을 입증할 때까지 응용이 제한적이었다. 이러한 방식으로, 두 중심의 공식을 효과적인 한 중심의 공식으로 성공적으로 재구성하였다. 이후, 이는 하나의 활성 전자 시스템에 성공적으로 적용되었다. 나중에 스콧 외(Scott et al.)는 편광된 파동 함수의 진정한 수렴과 관련된 미묘하지만 중요한 문제들을 해결하면서 그들의 결과를 설명하고 명확히 했다.
그 결과는 점근적 교환 에너지 분할을 어떤 차수까지든 해결하는 것이 가능했다는 것을 의미했다. 홀슈타인-헤링 방법은 두 개의 활성 전자를 가진 경우, 즉 {\displaystyle {\text{H}}_{2}}의 두 최저 이산 상태에 대한 수소 분자와 또한 일반적인 원자-원자 시스템에도 확장되었다.

## 물리적 해석
홀슈타인-헤링 공식은 전자가 두 핵 사이에서 "양자 터널링"을 겪으며, 중간 평면을 통과하는 흐름이 교환 에너지를 분리할 수 있게 하는 전류를 생성하는 것으로 물리적으로 해석될 수 있다. 따라서 에너지는 두 핵 중심 사이에 공유, 즉 교환된다. 터널링 효과와 관련하여 시드니 콜먼의 Aspects of Symmetry (1985)에서 보완적인 해석은 경로 적분 공식화 내의 고전적 경로 근처와 주변을 이동하는 "순간자"를 포함한다. 홀슈타인-헤링 공식의 분모에 있는 부피 적분은 {\displaystyle R}에서 부가적이라는 점에 유의하라. 결과적으로 이 분모는 충분히 큰 핵간 거리 {\displaystyle R}에 대해 거의 1이며, 분자의 표면 적분만 고려하면 된다.

## 같이 보기
- 디랙 델타 함수 모델 (1차원 H2+)
- 교환 상호작용
- 교환 대칭성
- 코니어스 헤링
- 수소 분자 이온
- 람베르트 W 함수
- 터널 효과
- 분석적 해법이 있는 양자역학계 목록